# Christian Kortholt der Ältere

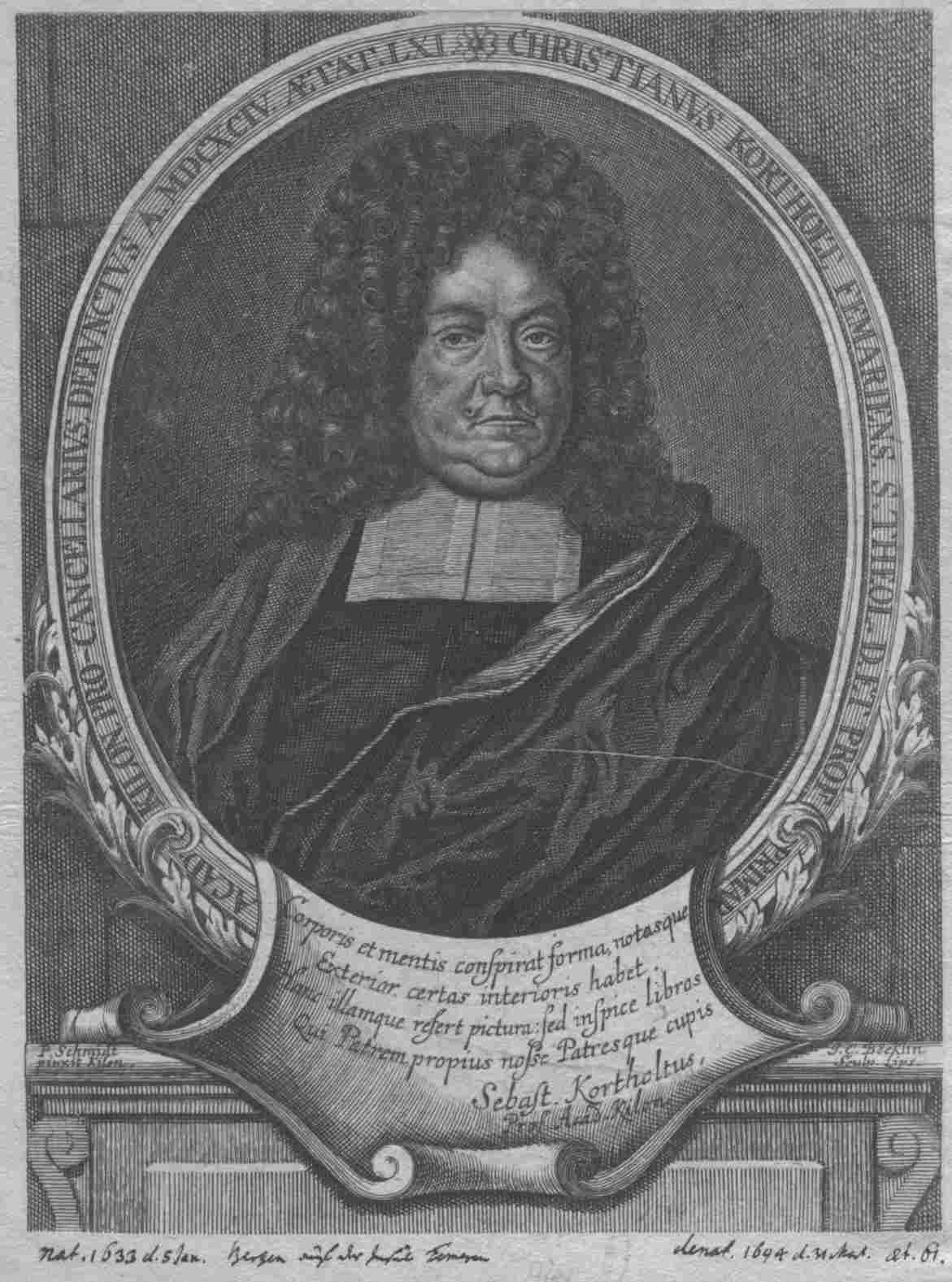
Christian Korthold, zeitgenössischer Kupferstich

Christian Kortholt der Ältere (* 15. Januar 1633 in Burg auf Fehmarn; † 2. April 1694 in Kiel) war ein deutscher lutherischer Theologe.

## Leben
Nach seinem Studium in Rostock wurde er dort 1656 Magister, setzte in Jena bei Johannes Musaeus sowie Sebastian Niemann das Studium fort und wurde 1657 Adjunkt an der Philosophischen Fakultät. In Rostock wurde er 1663 nach erfolgreicher Promotion Professor für Griechisch und 1664 ordentlicher Theologieprofessor. Nach seiner Berufung an die junge Christian-Albrechts-Universität 1665 lehnte er Berufungen zu Professuren und Generalsuperintendenturen ab. 1675 wurde er zum Professor primarius ernannt. 1688 wurde er zum Prokanzler der Universität auf Lebenszeit ernannt. Sein Forschungsschwerpunkt war Kirchengeschichte.
Kortholt trat für eine lebendige Frömmigkeit und somit auch für Reformen im kirchlichen Leben ein. Mit Philipp Jacob Spener korrespondierte er ab 1670 und unterstützte anfangs dessen Pia desideria. Erst gegen Ende seines Lebens wandte er sich im Zuge der Streitigkeiten um Johann Wilhelm Petersen und Johann Heinrich Horb gegen den Pietismus.
Zu seinen Schülern gehörten August Hermann Francke und Joachim Justus Breithaupt.

## Werkauswahl
- De tribus impostoribus magnis liber, cura editus Cristiani Kortholti, Kiel 1680 Bayerische StaatsBibliothek digital
- Disp. ethica de veracitate et taciturnitate, 1651
- Disp. de natura philosophiae, eiusque in theologia usu, 1652; Progumnasma academicum de supposito et persona, 1653
- Disp. de circulo papistico, 1658; Disp. de revelationis divinae modis, ad Hebr.
- Femaria desolata, oder: Historische Beschreibung, was gestalt für drittehalb hundert Jahren die Insul Femern vom König Erichen jämmerlich zerstöhret worden. 1673. (Digitalisat)
- Creutz- und Gedult-Spiegel : Den Zustand derer umb der wahren Religion willen bedrengten Christen ... fürstellend, 1674 (Neuausgabe 1693)
- Theophili Sinceri Wolgemeinter Vorschlag/ Wie etwa die Sache anzugreiffen stünde/ da man dem in denen Evangelischen Kirchen bißher eingerissenem ärgerlichem Leben und Wandel ... abzuhelffen mit Ernst resolviren wolte, 1676
- Vorbereitung zur Ewigkeit/ Oder/ Gründliche Anweisung/ Wie ein Mensch recht glauben/ Christlich leben/ und seelig sterben solle, 1679
- Theologische Zu Befoderung der Gottseeligkeit angesehene Tractätlein, 1679; 1684
- In Iustinum Martyrem, Athenagoram, Theophilum Antiochenum, Tatianum Assyrium, Commentarius, 1686
- De Persecutionibus Ecclesiae Primaevae Sub Imperatoribus Ethnicis, Liber, 1688
- De Atheismo, Veteribus Christianis, ob Templorum inprimis aversationem, obiecto, inque eosdem a nostris retorto, Exercitatio, 1689
- Christliche Erinnerung von dem Bann Unbekandter Sünder, 1690
- De Schismate Superiori Seculo Protestantes Inter Et Pontificios Enato Dissertatio Historico-Theologica, 1690
- De Necessitate Consecrationis Nuptialis Exercitatio Academica, 1690
- Theses Theologicae De Omnibus Christianae Doctrinae Capitibus, 1692
- Pastor Fidelis, sive, De Officio Ministrorum Ecclesiae Opusculum, 1696
- Theologia Moralis Synoptice Tractata, Kopenhagen 1716 (Digitalisat in der Digitalen Bibliothek Mecklenburg-Vorpommern)